# Чинчилья, Пабло
Пабло Антонио Чинчилья Вега (исп. Pablo Antonio Chinchilla Vega; 7 сентября 1975, Сан-Хосе) — коста-риканский футболист, защитник.

## Клубная карьера
Воспитанник клуба «Алахуэленсе». В 18 лет Чинчилья ездил в Австрию, где он на правах аренды играл за клуб низшей лиги «Альтах». Поездка в Европу помогла защитнику закрепиться в составе родного клуба. Вместе с ним он неоднократно побеждал в чемпионате страны, а в 2004 году выигрывал Лигу чемпионов КОНКАКАФ. В 2005 году костариканец перешел в американский «Лос-Анджелес Гэлакси». За один сезон, проведенный в США, Чинчилья помог команде одержать победу в Кубке MLS.
В 2006 году футболист вновь вернулся в «Альтах». С тех пор он обосновался в Австрии (лишь в 2008 году он на небольшой период возвращался на родину в «Либерию Миа»). В последние году защитник представляет любительский коллектив «Коблах», в котором он выполняет роль играющего тренера.

## Карьера в сборной
За национальную команду страны Пабло Чинчилься дебютировал в 1999 году. В 2002 году он находился в заявке сборной на Чемпионате мира по футболу. Через год защитник вместе с «тикос» занял четвертое место на Золотом Кубке КОНКАКАФ. Всего за Коста-Рику он провел 39 матчей, в которых забил один гол.

## Достижения

### Командные
- Победитель Лиги чемпионов КОНКАКАФ (1): 2004
- Чемпион Коста-Рики (7): 1999/00, 2000/01, 2001/02, 2002/03, 2004/05, 2008/09.
- Обладатель Кубка MLS (1): 2005.
- Победитель Открытого Кубка США (1): 2005.

### Национальные
- Серебряный призер Кубка наций Центральной Америки (1): 2001.